# Бородинский сельский округ (Шатурский район)
Бородинский сельский округ — упразднённая административно-территориальная единица, существовавшая на территории Шатурского района Московской области в 1994—2004 годах. Административным центром была деревня Дерзсковская.

## История

### 1917—1960 годы. Беловский сельсовет
В 1923 году Беловский сельсовет входил в состав Дмитровской волости Егорьевского уезда Московской губернии. Административным центром сельсовета была деревня Беловская.
В 1925 году Беловский сельсовет был ликвидирован и включён в состав Денисьевского, но уже в 1926 году сельсовет был вновь образован.
На 1 января 1927 года в состав Беловского сельсовета входила одна деревня Беловская.
В ходе реформы административно-территориального деления СССР в 1929 году Беловский сельсовет вошёл в состав Дмитровского района Орехово-Зуевского округа Московской области. В 1930 году округа были упразднены, а Дмитровский район переименован в Коробовский.
17 июля 1939 года в состав сельсовета вошли деревни Денисьево и Петряиха из упразднённого Денисьевского сельсовета.
14 июня 1954 году в состав сельсовета вошла территория из упразднённого Дерзсковского сельсовета и деревня Кузьмино Дмитровского сельсовета. 22 июня из Беловского сельсовета в Дубасовский была передана деревня Великодворье.
3 июня 1959 года Коробовский район был упразднён, сельсовет вошёл в состав Шатурского района.

### 1960—1994 годы. Бородинский сельсовет
20 августа 1960 года Беловский сельсовет переименован в Бородинский, административный центр перенесён в деревню Дерзсковская. Кроме того, произошли следующие территориальные изменения:
- деревни Кузьмино, Денисьево и Петряиха переданы в Дмитровский сельсовет;
- деревни Катчиково, Митрониха, Подлесная и Гришакино Харлампеевского сельсовета включены в Бородинский сельсовет[12].

31 августа 1963 года из состава Бородинского сельсовета в Пышлицкий была передана деревня Фрол.

### 1994—2004 годы. Бородинский сельский округ
3 февраля 1994 года в соответствии с новым положением о местном самоуправлении в Московской области Бородинский сельсовет был преобразован в Бородинский сельский округ.
В 1999 году в состав Бородинского сельского округа входило 8 деревень: Беловская, Бородино, Гришакино, Дерзсковская, Катчиково, Митрониха, Подлесная, Шмели.
29 сентября 2004 года Бородинский сельский округ был упразднён, а его территория разделена между Середниковским и Дмитровским (деревни Беловская, Бородино, Дерзсковская, Шмели) сельскими округами